# Специјални резерват природе Брзанско Моравиште
Специјални резерват природе Брзанско Моравиште је резерват природе на територији града Јагодине и општине Баточина. Захвата површину од 64,7 хектара и планирано је да буде издвојен као добро од изузетног значаја. У резервату се налази мочварно-влажно станиште и значајан број биљних и животињских врста.

## Одлике
Резерват природе Брзанско Моравиште налази се у долини реке Велике Мораве и представља једно од последњих очуваних мочварних станишта на њеном простору. На самом локалитету запажен је велики број ретких и угрожених врста биљака и животиња. Највећи део резервата налази се на подручју општине Јагодина.

## Биљни и животињски свет
Флористичке карактеристике резервата одликује се у погледу присуства типично мочварних биљака (трска) чији је значај за биодиверзитете веома велики. На подручју Брзанског Моравишта борави око 59 строго заштићених врста птица, од којих се 29 гнезди на самом локалитету. Осим њих важан део чине и бројне јединке водоземаца и гмизаваца које се размножавају у резервату.

## Заштита
Предвиђен је првостепени вид заштите око резервата у облику потковице на локалитету Радошинско поље. У њему је забрањена свака антропогена делатност која негативно утиче на екосистем (градња индустријских објеката и сл). Циљ заштите је очување екосистема и биодиверзитета, смањивање и уклањање негативног утицаја околне средине, ревитализација нарушене природе и мониторинг врста.

## Бела топола
У парку се налази стабло беле тополе (Populus alba) чији обим стабла на прсној висини износи 10,3 метара, што је чини званично најдебљим стаблом у Србији. Дендрометријске вредности стабла износе за прсни пречник =3,28 m, укупна висина H=36,3 m, пречник крошње Dk=32,0 m. Процењена старост је око 180-200 година.